# Rado Pehaček
Rado Pehaček, slovenski partizan, general, prvoborec in narodni heroj, * 5. december 1913, Ilirska Bistrica, † 15. julij 1983, Ljubljana.

## Življenjepis
Leta 1941 je vstopil v NOB, kjer je postal komandant bataljona, Dolomitskega odreda, divizije. Po vojni je bil mdr. poveljnik ljubljanskega koprusa oz. najvišji predstavnik JLA na ozemlju Slovenije, prvi in poleg Staneta Broveta edini namestnik zveznega sekretarja za obrambo, zadolžen za vodenje vojaške obveščevalne službe/dejavnosti, nazadnje član Sveta federacije in predsednik Lovske zveze Slovenije.

## Napredovanja
- generalpolkovnik JLA

## Odlikovanja
- red narodnega heroja
- red vojne zastave
- red partizanske zvezde I. stopnje
- red zaslug za ljudstvo I. stopnje
- red bratstva in enotnosti I. stopnje
- red za hrabrost
- partizanska spomenica 1941